# Rejestracja czasu pracy

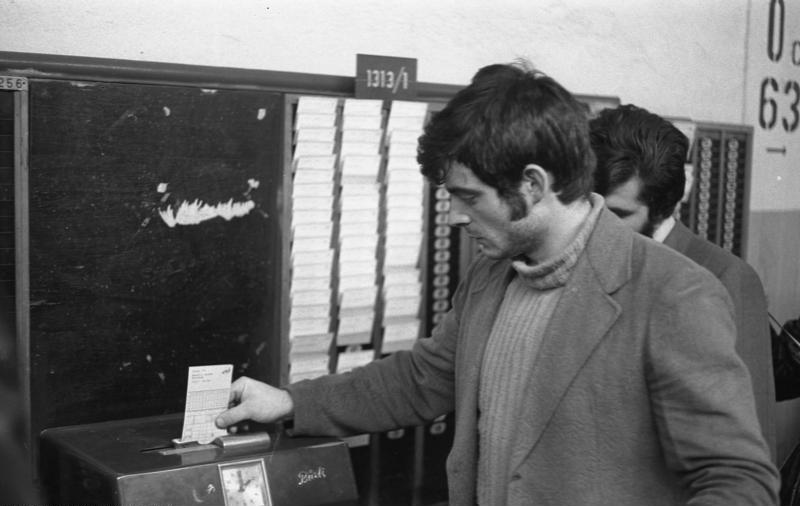
Pracownik stemplujący kartę czasu pracy (1973)

Rejestracja czasu pracy (RCP) – zestaw środków technicznych i informacyjnych mających na celu kontrolowanie obecności, nieobecności, spóźnień, zwolnień pracownika itp. Urządzenia służące do tego celu nazywa się rejestratorami czasu pracy i często posiadają one możliwość dodatkowej kontroli dostępu do określonych obszarów chronionych.

## Opis
Rejestratory mają możliwość pracy w trybach: wejścia, wyjścia, wyjścia służbowego i innych, ustawionych przez operatora systemu. Wszystkie te zdarzenia przechowywane są w pamięci rejestratorów i zwykle można uzyskać do nich dostęp zdalnie (np. przez sieć komputerową) lub przy pomocy skopiowania danych na pamięć przenośną. Producenci dostarczają do produkowanych przeze siebie urządzeń oprogramowanie, dzięki któremu możliwa jest konfiguracja systemu rejestracji i kontroli dostępu. Służy ono jednak nie tylko do konfigurowania, ale także do monitorowania zdarzeń, które można wydrukować w postaci prostych raportów. Jeśli oprogramowanie dostarczone przez producenta posiada możliwość raportowania RCP, to można dokładnie określić które osoby i w jakich godzinach pracowały oraz tworzyć okresowe raporty, np. dla działu kadr.
Do identyfikacji pracowników i związanych z nimi zdarzeń rejestratory czasu pracy i kontroli dostępu wykorzystują przeważnie karty zbliżeniowe typu RFID wraz z opcjonalnym hasłem dostępu. Na rynku istnieją również rejestratory, które wykorzystują do identyfikacji osoby jej dane biometryczne, takie jak np. odcisk palca. Pozwala to na pozbycie się nieprawidłowości takich jak przekazanie karty innej osobie lub jej podrobienie. Ponadto posiadają one zwykle wbudowana kamerę, która wykonuje zdjęcia osoby w momencie podejmowania przez nią prób identyfikacji.
Na rynku istnieją także starszego typu urządzenia, które jeszcze fizycznie podbijają kartę pracownika przy wejściu do firmy (analogicznie do kasowników biletowych). Na takim dokumencie widać dokładnie, którego dnia, o której godzinie dana osoba weszła i wyszła z pracy. Innym kolorem zaznaczane są spóźnienia i przedwczesne wyjścia. W przypadku tych urządzeń praktycznie wymagana jest wymiana co miesiąc kart wszystkich pracowników na nowe.
Dużym uproszczeniem RCP jest np. pomiar czasu pracy przy komputerze. Jest to raczej pomiar stosowany dla własnej wiedzy, aby np. kontrolować czas, jaki przebywa się w wymuszonej pozycji ciała. Istnieje szereg programów do pomiaru czasu w taki sposób.

## Zastosowanie w Polsce
W Polsce obowiązek prowadzenia ewidencji czasu pracy wynika z art. 149 § 1 Kodeksu pracy, który zobowiązuje pracodawcę do dokumentowania m.in. liczby przepracowanych godzin, nadgodzin czy pracy nocnej. Coraz częściej do realizacji tego obowiązku wykorzystywane są nowoczesne systemy RCP (rejestratory czasu pracy), które automatyzują proces i zapewniają zgodność z przepisami.

## Urządzenia do RCP
- Kontroler – programowalna jednostka centralna; urządzenie działające samodzielnie, posiadające zwykle klawiaturę i wyświetlacz. Kontroler umieszczony jest w oddzielnym pomieszczeniu, ze względów bezpieczeństwa, dostępnym tylko dla administratora systemu.
- Czytnik – urządzenie peryferyjne podłączone do kontrolera; jego zadaniem jest gromadzenie i przesyłanie do niego danych. Z reguły czytniki umieszcza się na zewnątrz przy wejściach na teren firmy bądź teren chroniony.

Czytniki i kontrolery zabezpieczane są systemem antysabotażowym, który powinien być połączony z systemem alarmowym.

## Raport
Przykładowy raport może mieć postać:
Okres od 12.05.2007 do 14.05.2007 Adam Kowalski
| Wejście          | Wyjście          | Czas |
| ---------------- | ---------------- | ---- |
| 12.05.2007 11:00 | 12.05.2007 12:00 | 1:00 |
| 13.05.2007 11:00 | 13.05.2007 12:01 | 1:01 |
| 14.05.2007 11:00 | 14.05.2007 13:00 | 2:00 |

Takie raporty są niewystarczające dla dużych dynamicznych firm, dlatego dość często inwestują one w oprogramowanie specjalistyczne tylko do RCP. Takie programy potrafią odczytywać i importować raporty generowane przez systemy rejestracji czasu pracy i kontroli dostępu.
Raporty generowane przez odpowiednie oprogramowanie umożliwiają:
- określenie czasu pracy i nadgodzin,
- zdefiniowanie systemu zmianowego,
- rejestrację spóźnień,
- odpracowywanie dnia wolnego,
- zaplanowanie w grafiku zwolnień i dni wolnych,
- raportowanie obecności, spóźnień, nieobecności pracowników; roczne, miesięczne raporty; szczegółowe raporty dla danego pracownika itp.
- możliwość odczytu obrazów z kamer zainstalowanych w firmie, w celu sprawdzenia (jeśli zaistnieje taka potrzeba) czy dana osoba faktycznie się logowała na kontrolerze, czy też zrobił to za nią ktoś inny.